# Estisch basketbalteam (vrouwen)
Het Estisch nationaal basketbalteam is een team van basketballers dat Estland vertegenwoordigt in internationale wedstrijden. De Estische basketbalbond, Eesti Korvpalliliit is verantwoordelijk voor dit nationale team. 
Estland maakte deel uit van de Sovjet-Unie en leverde een belangrijk deel aan de vele overwinningen van de Sovjet-Unie op internationale toernooien. Na het uiteenvallen van de Sovjet-Unie schreef Estland zich in 1992 in bij de FIBA. Het Lets team haalde nooit een eindtoernooi.